# سان خوسيه، الفلبين
سان خوسيه، الفلبين (بالإنجليزية: City of San Jose )‏ هي مدينة في الفلبين، تتبع نويفا إيسيا، بلغ عدد سكانها 139,738  نسمة في 2015، تبلغ مساحتها 185.99 كيلومتر مربع، رمزها البريدي هو 3121.

## الموقع
تشترك في الحدود مع:
- Carranglan [الإنجليزية]‏
- Llanera, Nueva Ecija [الإنجليزية]‏.

## المناخ
يظهر الجدول التالي التغييرات المناخية على مدار السنة لسان خوسيه، الفلبين:
| البيانات المناخية لـسان خوسيه، الفلبين | البيانات المناخية لـسان خوسيه، الفلبين | البيانات المناخية لـسان خوسيه، الفلبين | البيانات المناخية لـسان خوسيه، الفلبين | البيانات المناخية لـسان خوسيه، الفلبين | البيانات المناخية لـسان خوسيه، الفلبين | البيانات المناخية لـسان خوسيه، الفلبين | البيانات المناخية لـسان خوسيه، الفلبين | البيانات المناخية لـسان خوسيه، الفلبين | البيانات المناخية لـسان خوسيه، الفلبين | البيانات المناخية لـسان خوسيه، الفلبين | البيانات المناخية لـسان خوسيه، الفلبين | البيانات المناخية لـسان خوسيه، الفلبين | البيانات المناخية لـسان خوسيه، الفلبين |
| الشهر                                  | يناير                                  | فبراير                                 | مارس                                   | أبريل                                  | مايو                                   | يونيو                                  | يوليو                                  | أغسطس                                  | سبتمبر                                 | أكتوبر                                 | نوفمبر                                 | ديسمبر                                 | المعدل السنوي                          |
| -------------------------------------- | -------------------------------------- | -------------------------------------- | -------------------------------------- | -------------------------------------- | -------------------------------------- | -------------------------------------- | -------------------------------------- | -------------------------------------- | -------------------------------------- | -------------------------------------- | -------------------------------------- | -------------------------------------- | -------------------------------------- |
| متوسط درجة الحرارة الكبرى °م (°ف)      | 29.7 (85.5)                            | 30.6 (87.1)                            | 32.1 (89.8)                            | 33.4 (92.1)                            | 33.8 (92.8)                            | 32.6 (90.7)                            | 31.6 (88.9)                            | 31.0 (87.8)                            | 31.2 (88.2)                            | 31.3 (88.3)                            | 30.5 (86.9)                            | 30.0 (86.0)                            | 33.8 (92.8)                            |
| المتوسط اليومي °م (°ف)                 | 24.7 (76.5)                            | 25.2 (77.4)                            | 26.6 (79.9)                            | 27.9 (82.2)                            | 28.5 (83.3)                            | 27.9 (82.2)                            | 27.3 (81.1)                            | 27.0 (80.6)                            | 27.1 (80.8)                            | 26.9 (80.4)                            | 26.0 (78.8)                            | 25.4 (77.7)                            | 28.5 (83.3)                            |
| متوسط درجة الحرارة الصغرى °م (°ف)      | 19.8 (67.6)                            | 19.9 (67.8)                            | 21.1 (70.0)                            | 22.5 (72.5)                            | 23.3 (73.9)                            | 23.3 (73.9)                            | 23.0 (73.4)                            | 23.1 (73.6)                            | 23.0 (73.4)                            | 22.5 (72.5)                            | 21.6 (70.9)                            | 20.8 (69.4)                            | 19.8 (67.6)                            |
| معدل هطول الأمطار مم (إنش)             | 14.0 (0.55)                            | 19.0 (0.75)                            | 36.0 (1.42)                            | 54.0 (2.13)                            | 201.0 (7.91)                           | 214.0 (8.43)                           | 332.0 (13.07)                          | 350.0 (13.78)                          | 271.0 (10.67)                          | 201.0 (7.91)                           | 128.0 (5.04)                           | 49.0 (1.93)                            | 1٬869 (73.58)                          |
| متوسط الأيام الممطرة (≥ 0.1 mm)        | 1                                      | 3                                      | 3                                      | 3                                      | 13                                     | 13                                     | 16                                     | 15                                     | 17                                     | 9                                      | 5                                      | 5                                      | 103                                    |
| المصدر #1: Climate-Data                |                                        |                                        |                                        |                                        |                                        |                                        |                                        |                                        |                                        |                                        |                                        |                                        |                                        |
| المصدر #2: Storm247                    |                                        |                                        |                                        |                                        |                                        |                                        |                                        |                                        |                                        |                                        |                                        |                                        |                                        |